# Glockengießerei-Heimathaus Braunau

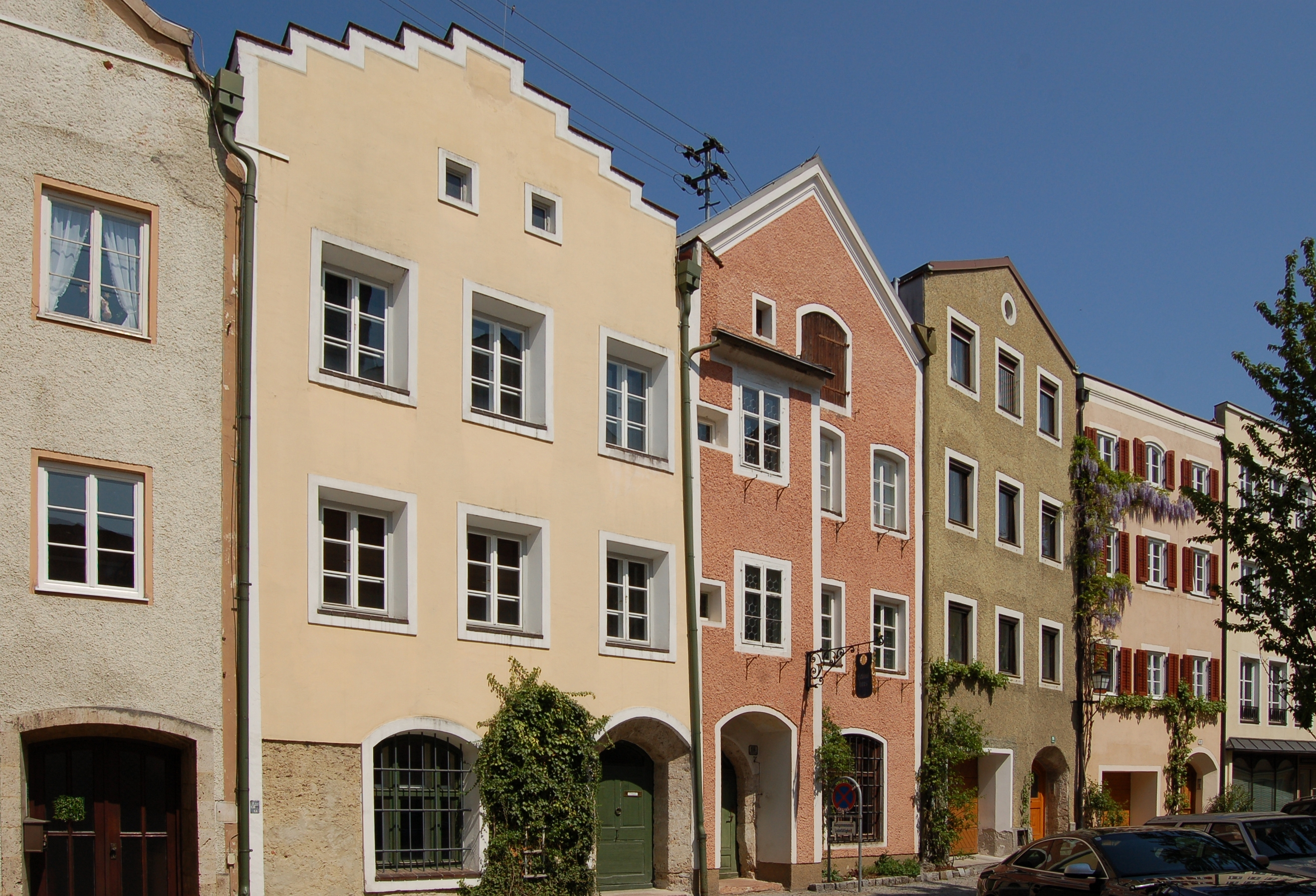
Johann-Fischer-Gasse 18, mittig mit hellrotbrauner Fassade

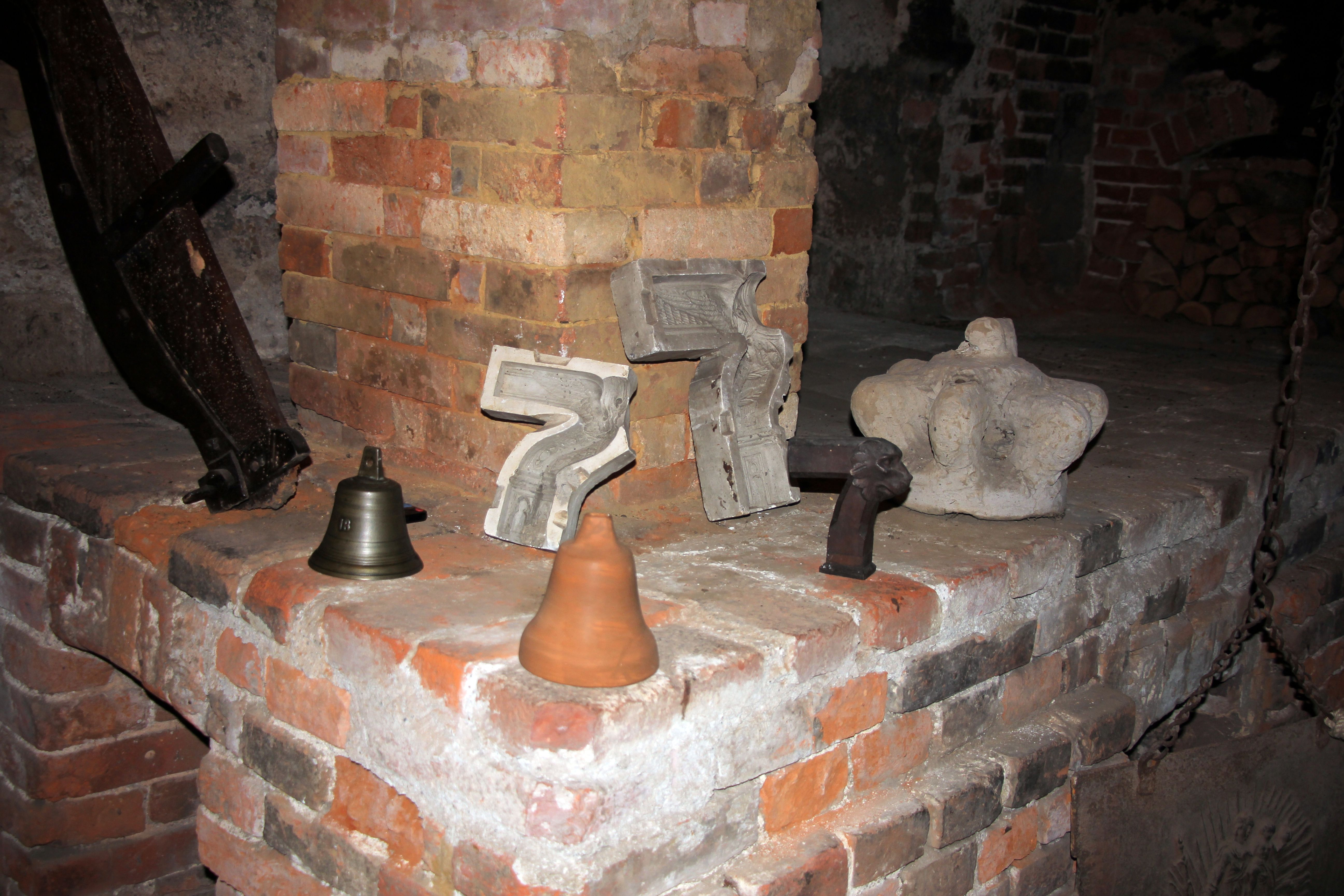
Ehemalige Glockengießerei

Das Heimathaus mit einer Glockengießerei steht in der Johann-Fischer-Gasse in der Stadtgemeinde Braunau am Inn in Oberösterreich. Es beherbergt ein Heimatmuseum und die älteste im deutschen Sprachraum erhaltene Glockengießerwerkstatt. Das Gebäude steht unter Denkmalschutz (Listeneintrag).

## Geschichte
Das Haus stammt aus der Zeit der Wende vom 15. zum 16. Jahrhundert und wurde bereits seinerzeit als Gusshaus errichtet. Die Glockengießerei aus dieser Zeit ist erhalten, bis auf die mehrmals umgebauten Öfen. Die Gießerei stellte 1894 den Betrieb ein. 1916 erwarb der Heimatverein Braunau das Gebäude und im Jahr darauf richtete Hugo von Preen darin das Heimathaus der Stadt ein. Die Arbeiten wurden vom letzten Glockengießer Anton Gugg persönlich überwacht. 
Heute befinden sich darin außerdem: Die Sammlungen des Heimatvereines „Alt-Braunau“, die Heimatstube der Donauschwaben, sowie eine Backstube (1920), eine Bürgerstube (19. Jahrhundert) und eine original Rauchküche.